# Svärdsfjärden

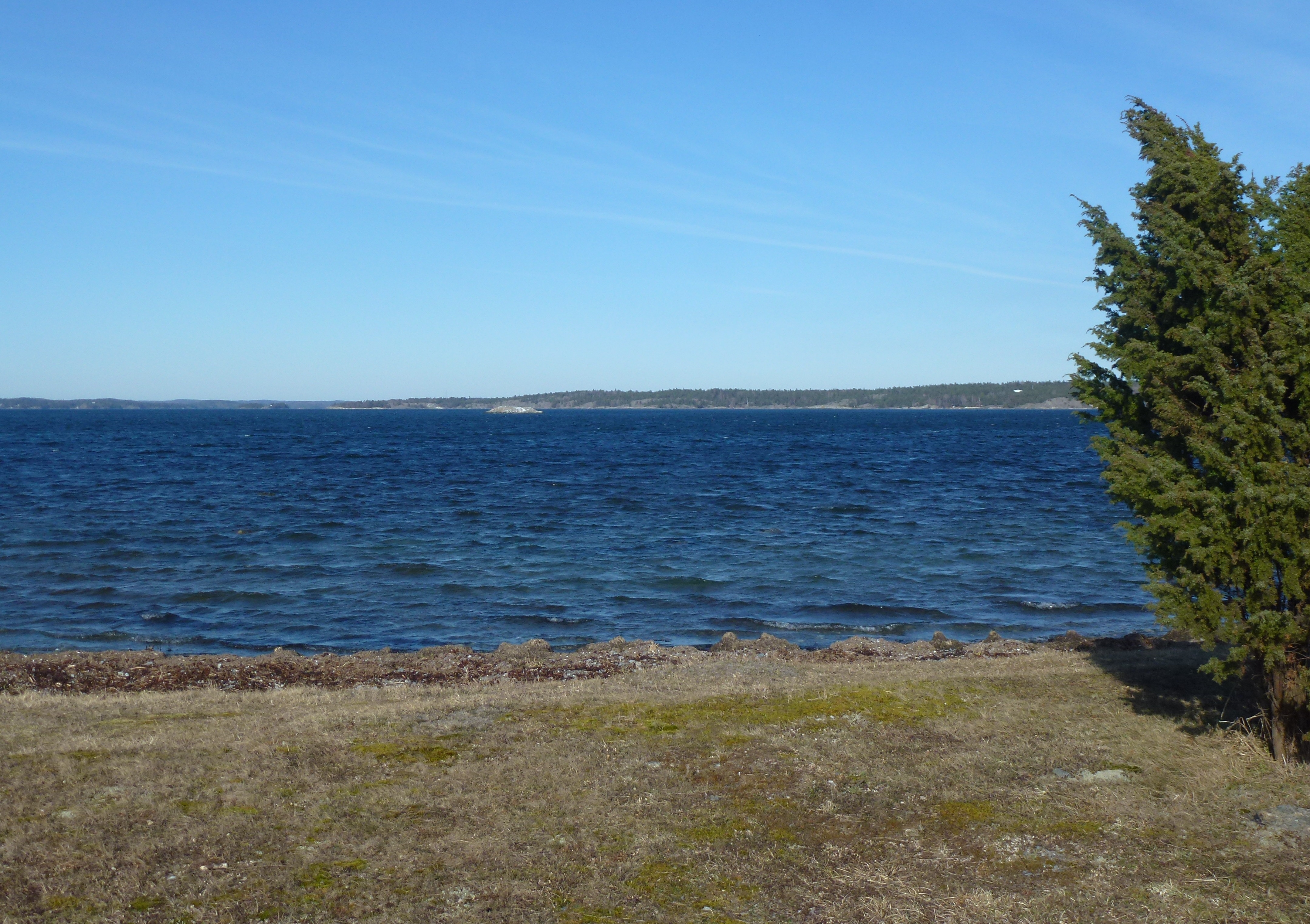
Svärdsfjärden vy mot norr från Reveluddens naturreservat, mars 2015.

Svärdsfjärden är en fjärd av Östersjön i Stockholms södra skärgård i Nynäshamns och Södertälje kommuner, Stockholms län. 

## Beskrivning
Fjärden sträcker sig väster om Torö och Lisö och övergår i syd i Krabbfjärden och i norr i Himmerfjärden.
Arean omfattar 68,2 kvadratkilometer, vattenvolymen ligger på 1,10 kubikkilometer och medeldjup är 16 meter medan maxdjup är 49 meter.